# Harry Clay Yeatman
Harry Clay Yeatman (ur. 22 czerwca 1916 w Ashwood, stan Tennessee, zm. 20 listopada 2013 w Sewanee, stan Tennessee) – amerykański biolog i zoolog.

## Życiorys
Studiował w Baylor University of North Carolina at Chapel Hill, gdzie uzyskał w 1939 stopień Bachelor of Science w dziedzinie zoologii, a następnie w 1942 doktora filozofii w dziedzinie zoologii. Podczas II wojny światowej był sanitariuszem w stopniu sierżanta sztabowego. Od 1950 mieszkał w Sewanee, gdzie na The University of the South był adiunktem na Wydziale Biologii oraz asystentem profesora, wykładał biologię, zoologię, anatomię porównawczą, embriologię kręgowców, histologię, parazytologię, ekologię i botanikę. W 1954 został profesorem nadzwyczajnym, w 1967 był profesorem wizytującym w Virginia Institute of Marine Science w Gloucester Point, gdzie wykładał biologię morską. Uczestniczył w wyprawach naukowych do Iranu, gdzie prowadził badania nad widłonogami i ich larwami, których nosicielami są świnki morskie. Współpracował ze Światową Organizacją Zdrowia, szkolił naukowców z Azji Południowo-Wschodniej w zakresie zapobiegania chorobom pasożytniczym przenoszonym przez małe zwierzęta, m.in. widłonogi. Pracował jako konsultant w Smithsonian Institution, Science Applications, Inc., La Jolla w stanie Kalifornia, Centers for Disease Control and Prevention, Duke Energy w Charlotte, w stanie Karolina Północna oraz w Helminthic Disease Branch.
W 1981 przeszedł na emeryturę, w 2010 był pierwszym laureatem Trilliums Environmental Education Award.